# Alfred Schittenhelm
Alfred Schittenhelm (* 16. Oktober 1874 in Stuttgart; † 27. Dezember 1954 in Rottach-Egern) war ein deutscher Internist und Hochschullehrer.

## Leben und Wirken
Alfred Schittenhelm war der Sohn des Oberregierungsrates Wilhelm Schittenhelm (1838–1894) und dessen Ehefrau Julie, geb. Hauck. Er besuchte Gymnasien in seiner Heimatstadt und Heilbronn. Nach dem Abitur studierte er ab 1892 an der Eberhard Karls Universität Tübingen, der Universität Genf und der Universität Breslau Medizin. Seit dem Wintersemester 1892/93 war er in Tübingen Mitglied der Akademischen Verbindung Igel. In Tübingen schloss er 1898 das Studium mit Staatsexamen ab und wurde dort noch im selben Jahr zum Dr. med. promoviert. Seine Assistenzarztzeit verbrachte er in Folge am Stuttgarter Karl-Olga-Krankenhaus, der Breslauer medizinischen Klinik, am chemischen Institut der Berliner Charité sowie der Göttinger medizinischen Klinik. Er habilitierte sich 1904 für Innere Medizin und war danach an der Charité als Klinikassistent tätig.
Ab 1907 war er a.o. Professor für klinische Propädeutik und Geschichte der Medizin an der Universität Erlangen. 1912 wurde er auf den Lehrstuhl für Innere Medizin an die Albertus-Universität Königsberg berufen, wo er als Direktor die medizinische Klinik leitete. 1915 folgte er einem Ruf an die Christian-Albrechts-Universität zu Kiel, wo er als Ordinarius für Innere Medizin und Klinikdirektor bis 1934 wirkte. Nach Ausbruch des Ersten Weltkrieges nahm er als Stabsarzt, Hygieniker und beratender Mediziner beim Deutschen Heer am Kriegsgeschehen an der Ostfront im belarussischen Slonim teil. Schittenhelm trieb in Kiel den Aufbau einer modernen medizinischen Klinik voran. Nachdem er Berufungen nach Leipzig, Berlin und Wien ausgeschlagen hatte, wechselte er 1934 auf den Lehrstuhl für Innere Medizin an die Ludwig-Maximilians-Universität München und leitete dort die II. medizinische Klinik.
Während seiner Zeit als Direktor der Medizinischen Klinik der Universität Kiel war Schittenhelm maßgeblich an Umstrukturierungen innerhalb der Fakultät beteiligt. Er spielte dabei eine vermittelnde Rolle zwischen der Kieler Fakultät und nationalsozialistischen Parteistrategen in München, die ihren Einfluss im Norden vergrößern wollten. Schittenhelms Berufung auf den Lehrstuhl für Innere Medizin an der Universität München im Mai 1934 ermöglichte die Nachfolge in Kiel durch Hanns Löhr, einen überzeugten Nationalsozialisten, der die Umgestaltung der Kieler Medizin zu einer „nationalsozialistischen Musterfakultät“ nachfolgend deutlich vorantrieb. Historiker bezeichnen Schittenhelm rückblickend als wichtigen Akteur für die politische Umgestaltung der Kieler medizinischen Fakultät. Der Medizinhistoriker Karl-Werner Ratschko schreibt ihm hierbei eine Funktion als „Hebel“ für die Gleichschaltung zu, während sein Weggang aus Kiel als wegbereitend für die anschließende Neuausrichtung der Fakultät gewertet wird. Schittenhelms Einfluss in Kiel hatte somit nachhaltige Auswirkungen auf die Entwicklung der Medizinischen Fakultät in der Zeit des Nationalsozialismus.
Nach der Reichstagswahl im März 1933 trat er im Mai 1933 in die Nationalsozialistische Deutsche Arbeiterpartei ein (Mitgliedsnummer 2.732.711). Später wurde er auch Mitglied der Schutzstaffel (SS-Nr. 259.429), bei der er im September 1938 den Rang eines SS-Standartenführers erreichte. Des Weiteren trat er dem NS-Ärztebund sowie dem NS-Dozentenbund bei und gehörte beim letztgenannten ab 1944 dem Führungskreis an. In der von ihm geführten Klinik ließ er 1934/35 eine Abteilung für „Erbpflege und Erbforschung“ einrichten, die bedeutungslos blieb und nach vier Jahren aufgelöst wurde. In diesem Zusammenhang erhielt er Finanzmittel durch die Deutsche Forschungsgemeinschaft für die Erstellung eine „Kartei der erbkranken Familien, ferner ein einschlägiges Film- und Bildarchiv“. Er saß dem Wissenschaftlichen Ausschuss der Bioklimatischen Arbeitsgemeinschaft vor und war seit 1912 Mitherausgeber, um 1952 auch Vorsitzender des Herausgeberkollegiums der Münchener Medizinischen Wochenschrift. Kriegsbedingt wurde die Münchner Klinik 1944 nach Rottach verlegt.
Nach Kriegsende wurde Schittenhelm aus dem Hochschulamt entlassen und im Internierungslager Moosburg festgehalten. Nach einem Spruchkammerverfahren wurde er als Mitläufer entnazifiziert und Ende 1947 aus der Internierung entlassen. Infolge seiner Bemühungen erreichte er 1949 seine erneute Ernennung zum Professor. Im Jahr darauf wurde er emeritiert und lebte danach mit vollen Ruhestandsbezügen in Rottach-Egern. Seit 1925 war er mit Gertrud Schittenhelm, geborene Lienau (* 1900), verheiratet. Das Paar bekam drei Kinder.
Schittenhelm forschte insbesondere zum Stoffwechsel, zur Klinik von Infektionen, zu Blutkrankheiten und zur medizinischen Klimatologie.

„S[chittenhelm] verkörpert exemplarisch das Dilemma der bis zur NS-Herrschaft international führenden dt. Medizin. Er wählte anstelle des Exils die Mitläuferschaft und erreichte nach Kriegsende die Wiederherstellung seines vorigen Status. S[chittenheim kann] als einer der letzten universalen dt. Kliniker des 20. Jh. betrachtet werden, dessen Einfluß die klinische und praktische Medizin in Deutschland bis 1950 wesentlich prägte. Er überblickte noch die gesamte Innere Medizin und publizierte innerhalb von 45 Jahren zahlreiche Arbeiten zu fast allen klinisch-internistischen, aber auch experimentellen medizinischen Themengebieten.“

Während die  Christian-Albrechts-Universität zu Kiel Schittenhelm 1951 die Ehrensenatorwürde verliehen hatte, fasste der Akademische Senat der Universität erst im Jahr 2016 den Beschluss, ihm ebendiese Würde postum wieder abzuerkennen. Laut Forschungsarbeiten von Karl-Werner Ratschko und einer Gruppe um Oliver Auge und Norbert Luttenberger aus Kiel sowie der Medizinhistoriker Hans-Georg Hofer und Ralf Forsbach aus Münster, gehörte Schittenhelm „zu den politisch am stärksten belasteten deutschen Internisten überhaupt“. Er habe 1933 die Absetzung des Vorsitzenden der Deutschen Gesellschaft für Innere Medizin (DGIM), Leopold Lichtwitz, aufgrund dessen jüdischer Abstammung betrieben und selbst von seinem Rücktritt profitiert, als er – eigentlich erst für 1934 gewählt – bereits 1933 den Vorsitz der DGIM übernahm. Anschließend habe er die DGIM ohne Not zur Selbstgleichschaltung geführt. Schittenhelms Politik innerhalb der DGIM sei antisemitisch und völkisch gewesen, entsprechend habe er als Schwerpunkte der DGIM-Kongresse Rassenhygiene und Erbbiologie gewählt. Schittenhelm habe sich „während der Zeit des Nationalsozialismus als Wissenschaftler, Funktionär und aktives NSDAP- und SS-Mitglied schuldig gemacht“. Die bisherige Schittenhelmstraße wurde am 31. Oktober 2016 durch die Stadt Kiel, die Christian-Albrechts-Universität sowie deren Medizinische Fakultät und das Universitätsklinikum Schleswig-Holstein zu Ehren von Rosalind Franklin umbenannt, einer Entdeckerin der DNA-Struktur und Pionierin der molekularen genetischen Medizin. Die Deutsche Gesellschaft für Innere Medizin entzog ihm 2021 nachträglich den Status als Ehrenmitglied.

## Ehrungen und Mitgliedschaften
- 1919: Mitglied der Leopoldina, Sektion Innere Medizin[6]
- 1933/34: Präsident der Deutschen Gesellschaft für Innere Medizin[6]
- 1937: Mitglied der Gesellschaft der Ärzte in Wien[6]
- 1937: Komturkreuz des Ungarischen Verdienstordens[6]
- 1938: Mitglied der Società Lombarda di medicina[6]
- 1938: Mitglied der Bulgarischen Gesellschaft für Innere Medizin[6]
- 1951: Ehrensenator der Christian-Albrechts-Universität zu Kiel (aberkannt 2016)[10]

## Schriften (Auswahl)
- Ein Fall von vollständiger Agenesie des Vorder-, Mittel- und Zwischenhirns. Mitzlaff, Rudolstadt 1898 (Dissertation, Universität Tübingen, 1898).
- mit Theodor Brugsch: Lehrbuch klinischer Untersuchungsmethoden für Studierende und Ärzte. Urban & Schwarzenberg, Berlin 1908; 5. Auflage 1921: Lehrbuch klinischer Diagnostik und Untersuchungsmethodik; 6. Auflage 1923.
- mit Theodor Brugsch: Der Nukleinstoffwechsel und seine Störungen. Fischer, Jena 1910.
- mit Julius Schmid: Die Gicht und ihre Therapie mit besonderer Berücksichtigung der Diätetik. Marhold, Halle 1910.
- mit Wolfgang Weichardt: Der endemische Kropf. Mit besonderer Berücksichtigung des Vorkommens im Königreich Bayern. Springer, Berlin 1912.
- Eiweißabbau, Anaphylaxie und innere Sekretion, in: Deutsche Medizinische Wochenschrift. 38. Jahrgang, 1912, S. 489–94.
- hrsg. mit Theodor Brugsch: Klinische Laboratoriumstechnik. 4 Bände. 2. Auflage. Urban & Schwarzenberg, Berlin 1923/29.
- (Hrsg.) Lehrbuch der Röntgendiagnostik. 2 Bände. Springer, Berlin 1924.
- (Hrsg.) Handbuch der Krankheiten des Blutes und der blutbildenden Organe. Haemophilie, Haemoglobinurie, Haematoporphyrie. 2 Bände. Springer, Berlin 1925.
- Andere interne Indikationen. In: Reichsärztekammer (Hrsg.): Richtlinien für Schwangerschaftsunterbrechung und Unfruchtbarmachung aus gesundheitlichen Gründen. Bearbeitet von Hans Stadler. J. F. Lehmanns Verlag, München 1936, S. 104–113.
- Hypercodin, ein hustenlinderndes Mittel. In: Münchener Medizinische Wochenschrift. Band 95, Nr. 1, 2. Januar 1953, S. 47.